# 강인선
강인선(1964~)은 대한민국의 정무직 공무원이었다.

## 약력
- 1990 월간조선 기자
- 2001.07~2005 조선일보 워싱턴특파원[1][2]
- 2006.04 조선일보 정치부 기자
- 조선일보 논설위원
- 2011.02 조선일보 국제부장
- 2014.01 조선일보 편집국 주말뉴스부장
- 2015.10 조선일보 논설위원
- 2016.10 조선일보 워싱턴지국장
- 2020.03 조선일보 편집국 외교안보국제담당 에디터
- 2020.12 조선일보 편집국 뉴스레터팀장
- 2021.04 조선일보 편집국 디지털콘텐츠기획 및 외교담당 에디터
- 2022.04~2022.05 대한민국 제20대 대통령 당선인 대변인실 외신대변인 겸 한미정책협의대표단 단원
- 2022.05~2022.09 대통령 비서실 대변인
- 2022.09~2024.01 대통령실 해외홍보비서관[3]
- 2024.01~2025.06 외교부 제2차관[4]